# Egens Sogn
Egens Sogn er et sogn i Syddjurs Provsti (Århus Stift).
I 1800-tallet var Egens Sogn anneks til Agri Sogn. Begge sogne hørte til Mols Herred i Randers Amt. Agri-Egens sognekommune blev ved kommunalreformen i 1970 indlemmet i Ebeltoft Kommune, som ved strukturreformen i 2007 indgik i Syddjurs Kommune.
I Egens Sogn ligger Egens Kirke.
I sognet findes følgende autoriserede stednavne:
- Egens (bebyggelse, ejerlav)
- Egens Strand (bebyggelse)
- Egens Vig (vandareal)
- Havhuse (bebyggelse)